# Шолом Пелагія Євдокимівна
Пелагія Євдокимівна Шолом (1910, село Антонівка Полтавської губернії, тепер Прилуцького району Чернігівської області — 1969, село Антонівка Варвинського району, тепер Прилуцького району Чернігівської області) — українська радянська діячка, ланкова колгоспу імені Ворошилова Варвинського району Чернігівської області. Депутат Верховної Ради СРСР 1-го скликання.

## Життєпис
Народилася в селянській родині. Працювала в сільському господарстві.
На 1937—1939 роки — ланкова колгоспу імені Ворошилова  села Антонівки Варвинського району Чернігівської області. У 1938 році зібрала 150 центнерів махорки із гектара.
За спогадами очевидців була малограмотною, але дуже поважного людиною. Її майстерні методи догляду вирощування махорки були описані в книзі С. М.  Бугая «За високі врожаї махорки» (1945).

## Нагороди
- орден «Знак Пошани» (7.02.1939)
- медалі